# Gång (sport)

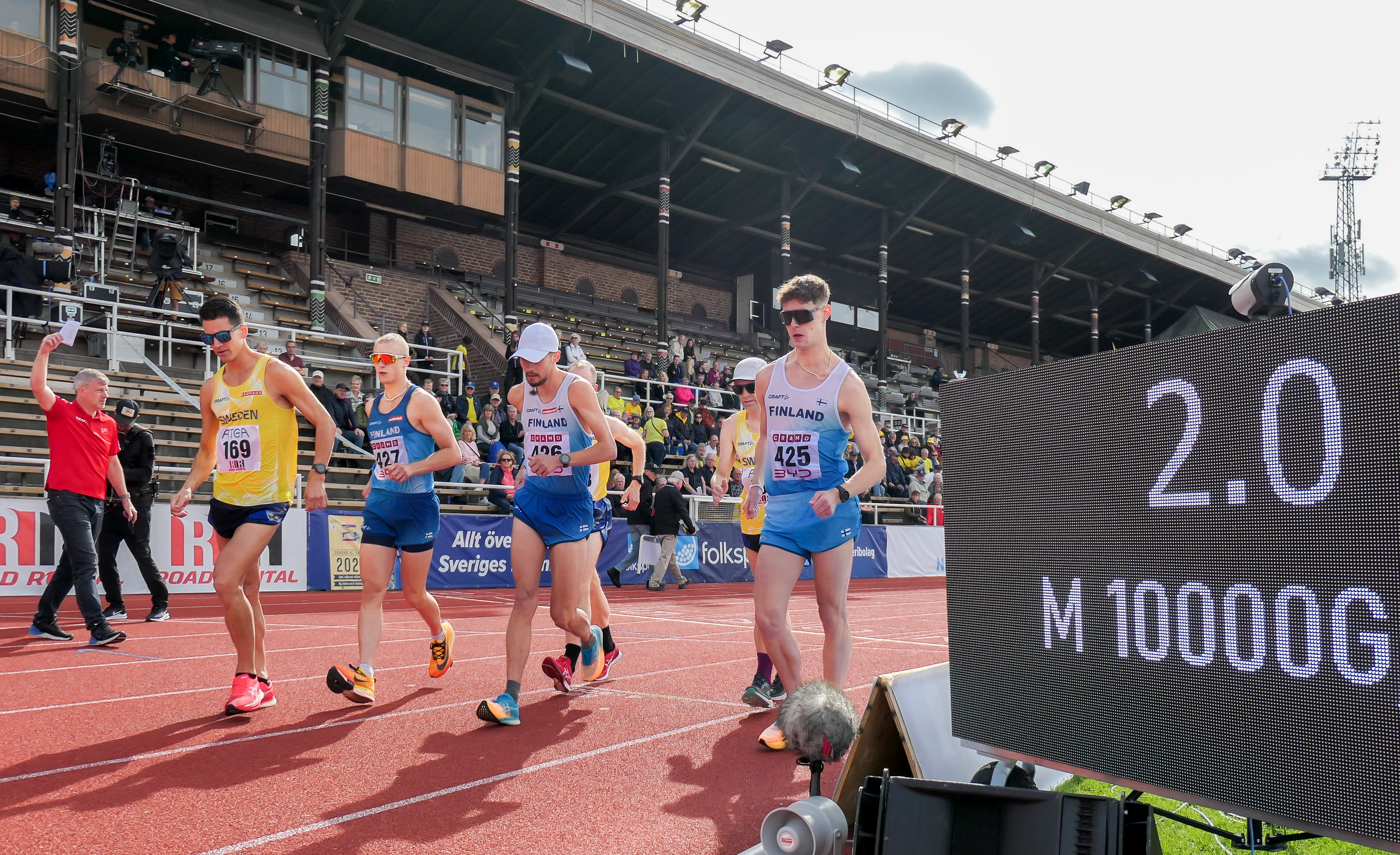
Starten för herrar i 10 km gång i Finnkampen 2023.

Gång. De vanligaste disciplinerna av gång är 20 km respektive 50 km gång för män och 20 km gång för kvinnor. 

## Regler

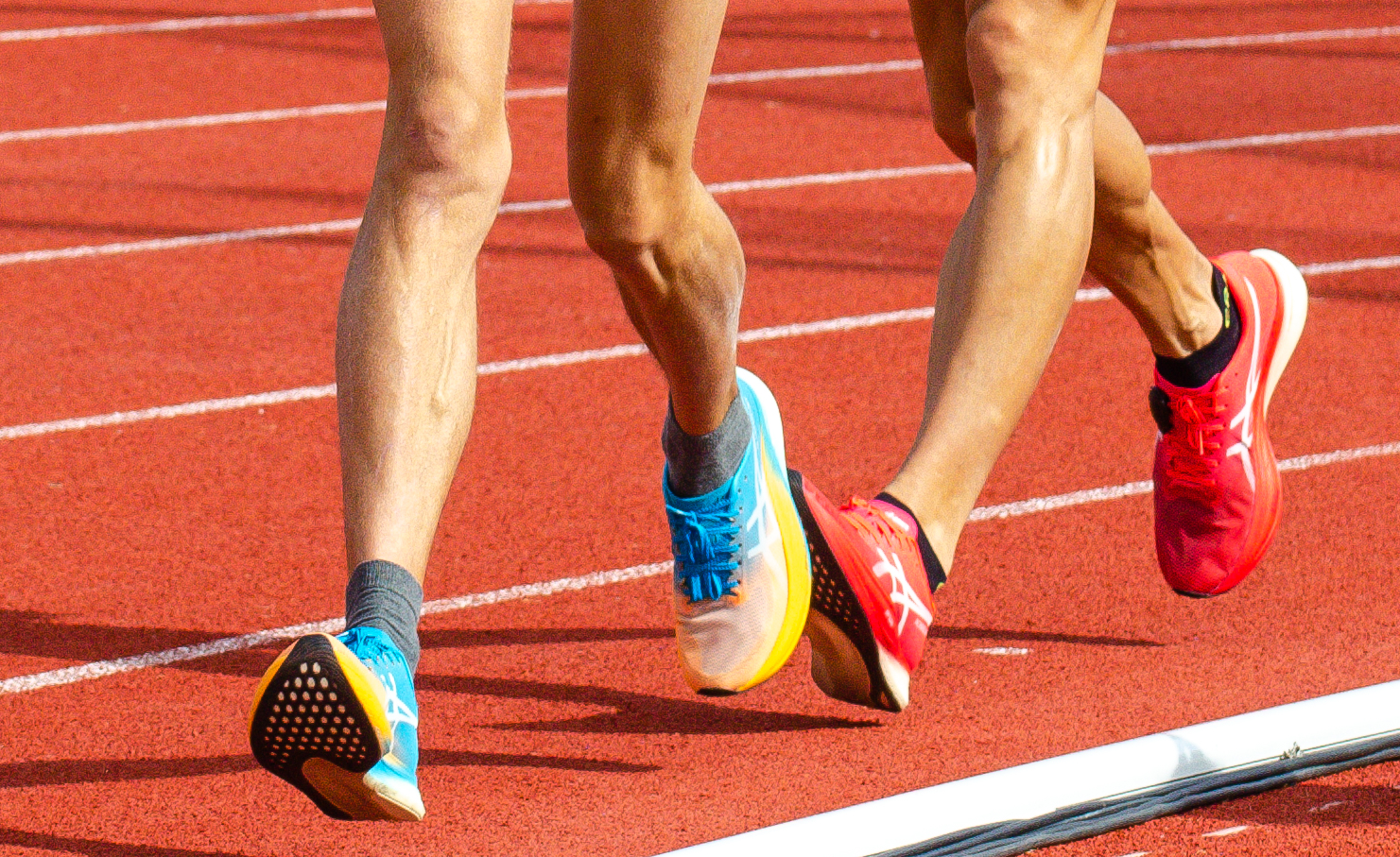
Förlorad markkontakt är tillåtet så länge det inte upptäcks av det mänskliga ögat av en kontrollant. Däremot kan en kamera inställd på 1/1000 sekund uppfatta den bråkdel av en sekund då båda fötterna svävar fritt i luften. Detta är alltså inte fusk.

Reglerna i gång är att idrottsutövaren ska följa den så kallade gångdefinitionen vilken är:
Gång är en följd av steg så tagna att gångaren har kontakt med marken, så att ingen (för det mänskliga ögat) synbar förlust av markkontakten uppträder. Det frampendlande benet måste sträckas (inte vara böjt i knäleden) från det ögonblick första kontakten med marken sker till dess att benet är i vertikalt (upprätt) läge.
För att kontrollera att gångaren inte springer utan går finns det vid mästerskap domare som ska granska gångarna. Om en domare anser att en gångare riskerar att bryta mot gångdefinitionen kan denna utdela en varning till gångaren. Om en domare längs banan ser att gångare bryter mot gångdefinitionen skickar de ett rött kort till huvuddomaren. Om tre röda kort från tre olika domare inkommer till huvuddomaren ska denna diskvalificera gångaren som då omedelbart ska avbryta tävlingen. 
Att en gångare blir diskvalificerad hör till vanligheten i de flesta tävlingar. En mycket uppmärksammad diskning var den som drabbade Jane Saville som var i ledning på hemmaplan vid Olympiska sommarspelen 2000 och blev diskvalificerad precis före målgång.

## Gång vid internationella mästerskap
Gång introducerades första gången vid Olympiska sommarspelen 1908 då män tävlade på distansen 3 500 meter och på 10 miles. Vid Olympiska sommarspelen 1912 ersattes grenarna med 10 km gång. Vid Olympiska sommarspelen 1920 fanns även 3 000 meter gång med på programmet. Under året 1928 fanns inte gång alls med på programmet. Vid Olympiska sommarspelen 1932 återkom gång då både 10 km och den nya distansen 50 km gång. Vid Olympiska sommarspelen 1956 ersattes 10 km gång av dagens 20 km gång. 
För kvinnor introducerades 10 km gång vid Olympiska sommarspelen 1992 men vid Olympiska sommarspelen 2000 ersattes grenen med 20 km gång som funnits sedan dess.
Vid Världsmästerskap i friidrott har 20 km och 50 km gång funnits med sedan starten för män. För kvinnor tillkom 10 km gång vid VM 1987. Vid VM 1999 ersattes 10 km gång med 20 km gång även för damer. Vid VM 2022 har den längre sträckan, 50 km, ersatts av 35 km för både damer och herrar.
Förutom vid de ordinarie friidrottstävlingarna så anordnar även IAAF ett särskilt världsmästerskap för gångare som kallas för IAAF World Race Walking Cup.

## Grenens utveckling

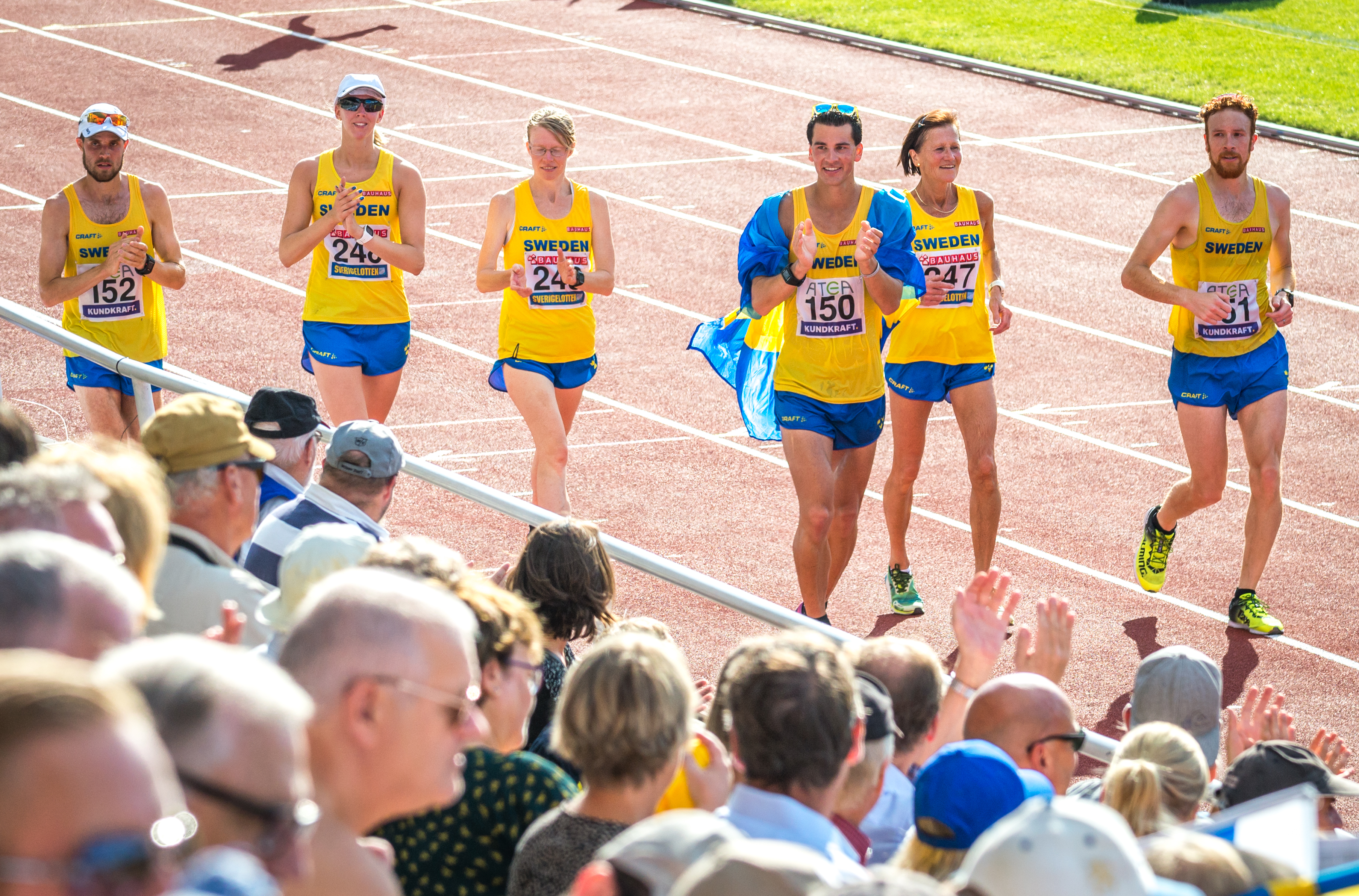
Svenska gånglandslaget under Finnkampen på Stockholms stadion i augusti 2019. Perseus Karlström (150), Siw Karlström (247), Ato Ibáñez (151), Monica Svensson (249), Anders Hansson (152), Helena Sandmer (248).

Till skillnad mot många andra friidrottsgrenar har gångsporten under efterkrigstiden inte varit starkt kopplat till någon enskild nation eller region. Gångare från såväl Europa (både väst och öst), Central- och Sydamerika och Nya Zeeland har vunnit OS-guld i gång och flera svenska gångare har även satt världsrekord (Olle Andersson, Stefan Johansson, John Ljunggren, John Mikaelsson och Harry Olsson). Även på damsidan har kvinnor från både Kina, Ryssland och Grekland vunnit OS-guld.

## Rekord

### Rekord 20 km gång kvinnor
Den första kvinna som gick under 2 timmar sedan IAAF registrerade världsrekord var Lina Aebersold som 1934 gick på 1:59,02. Världsrekordet utvecklades under 60-talet snabbt och Australiens Susan Cook blev 1981 den första som gick under 1:40. Hennes landsmannina Kerry Saxby-Junna gick 1988 för första gången under 1:30. 
| Område       | Resultat | Tävlande        | Land       | Stad, datum               |
| ------------ | -------- | --------------- | ---------- | ------------------------- |
| Världsrekord | 1:23.49  | Yang Jiayu      | Kina       | Huangshan, 20 mars 2021   |
| Afrika       | 1:30.40  | Grace Wanjiru   | Kenya      | Nairobi, 6 juni 2018      |
| Asien        | 1:23.49  | Yang Jiayu      | Kina       | Huangshan, 20 mars 2021   |
| Europa       | 1:25.08  | Vera Sokolova   | Ryssland   | Sotji, 26 februari 2011   |
| Nordamerika  | 1:26.17  | Lupita González | Mexiko     | Rom, 7 maj 2016           |
| Oceanien     | 1:27.16  | Jemima Montag   | Australien | Budapest, 20 augusti 2023 |
| Sydamerika   | 1:25.29  | Glenda Morejón  | Ecuador    | La Coruña, 8 juni 2019    |

Mästerskapsrekord
| Tävling          | Resultat | Löpare            | Land     | Stad, datum                 |
| ---------------- | -------- | ----------------- | -------- | --------------------------- |
| Olympiskt rekord | 1:25.16  | Qieyang Shijie    | Kina     | London, 11 augusti 2012     |
| VM-rekord        | 1:25.41  | Olimpiada Ivanova | Ryssland | Helsingfors, 7 augusti 2005 |
| EM-rekord        | 1:26.36  | María Pérez       | Spanien  | Berlin, 11 augusti 2018     |

### Rekord 20 km gång män
Det första världsrekordet som IAAF anger är tysken Hermann Müller som 1911 gick på 1:38,43. 1957 gick sovjeten Vladimir Guk för första gången under 1:30 och 1980 slogs nästa drömgräns då Domingo Colin gick på 1:19,35.
| Område       | Resultat | Tävlande            | Land       | Stad, datum                  |
| ------------ | -------- | ------------------- | ---------- | ---------------------------- |
| Världsrekord | 1:16.36  | Yusuke Suzuki       | Japan      | Nomi, 15 mars 2015           |
| Afrika       | 1:18.23  | Samuel Gathimba     | Kenya      | Nairobi, 18 juni 2021        |
| Asien        | 1:16.36  | Yusuke Suzuki       | Japan      | Nomi, 15 mars 2015           |
| Europa       | 1:17.02  | Yohann Diniz        | Frankrike  | Arles, 8 mars 2015           |
| Nordamerika  | 1:17.46  | Julio René Martínez | Guatemala  | Eisenhüttenstadt, 8 maj 1999 |
| Oceanien     | 1:17.33  | Nathan Deakes       | Australien | Cixi, 23 april 2005          |
| Sydamerika   | 1:17.21  | Jefferson Pérez     | Ecuador    | Paris, 23 augusti 2003       |

Mästerskapsrekord
| Tävling          | Resultat | Löpare                     | Land    | Stad, datum             |
| ---------------- | -------- | -------------------------- | ------- | ----------------------- |
| Olympiskt rekord | 1:18.46  | Chen Ding                  | Kina    | London, 4 augusti 2012  |
| VM-rekord        | 1:17.21  | Jefferson Pérez            | Ecuador | Paris, 23 augusti 2003  |
| EM-rekord        | 1:18.37  | Francisco Javier Fernández | Spanien | München, 6 augusti 2002 |

### Rekord 35 km gång kvinnor
| Område       | Resultat | Tävlande          | Land       | Stad, datum                |
| ------------ | -------- | ----------------- | ---------- | -------------------------- |
| Världsrekord | 2:37.15  | María Pérez       | Spanien    | Poděbrady, 21 maj 2023     |
| Afrika       | 3:42.04  | Esther Steenkamp  | Sydafrika  | Kapstaden, 15 januari 2022 |
| Asien        | 2:38.42  | Liu Hong          | Kina       | Wajima, 16 april 2023      |
| Europa       | 2:37.15  | María Pérez       | Spanien    | Poděbrady, 21 maj 2023     |
| Nordamerika  | 2:49.29  | Robyn Stevens     | USA        | Dudince, 23 april 2022     |
| Oceanien     | 2:47.54  | Rebecca Henderson | Australien | Melbourne, 21 maj 2023     |
| Sydamerika   | 2:37.44  | Kimberly García   | Peru       | Dudince, 25 mars 2023      |

Mästerskapsrekord
| Tävling   | Resultat | Löpare             | Land     | Stad, datum               |
| --------- | -------- | ------------------ | -------- | ------------------------- |
| VM-rekord | 2:38.40  | María Pérez        | Spanien  | Budapest, 24 augusti 2023 |
| EM-rekord | 2:47.00  | Antigoni Drisbioti | Grekland | München, 16 augusti 2022  |

### Rekord 35 km gång män
| Område       | Resultat                          | Tävlande       | Land       | Stad, datum                |
| ------------ | --------------------------------- | -------------- | ---------- | -------------------------- |
| Världsrekord | Behövs resultat bättre än 2:22.00 | –              | –          | –                          |
| Afrika       | 2:31.15                           | Wayne Snyman   | Sydafrika  | Eugene, 24 juli 2022       |
| Asien        | 2:22.55                           | He Xianghong   | Kina       | Huangshan, 4 mars 2023     |
| Europa       | 2:23.14                           | Massimo Stano  | Italien    | Eugene, 24 juli 2022       |
| Nordamerika  | 2:25.02                           | Evan Dunfee    | Kanada     | Eugene, 24 juli 2022       |
| Oceanien     | 2:27.33                           | Rhydian Cowley | Australien | Melbourne, 21 maj 2023     |
| Sydamerika   | 2:24.34                           | Brian Pintado  | Ecuador    | Budapest , 24 augusti 2023 |

Mästerskapsrekord
| Tävling   | Resultat | Löpare             | Land    | Stad, datum              |
| --------- | -------- | ------------------ | ------- | ------------------------ |
| VM-rekord | 2:23.14  | Massimo Stano      | Italien | Eugene, 24 juli 2022     |
| EM-rekord | 2:26.49  | Miguel Ángel López | Spanien | München, 16 augusti 2022 |

### Rekord 50 km gång män
Den första gång som någon man gick på under 4 timmar var när Gennadiy Agapov 1965 gick på 3:55,36. 1978 gick Raúl González på 3:45,52 vilket gjorde att han var den första som gick på under 3:50. Den första som gick på under 3:40 var östtysken Ronald Weigel 1984.
| Område       | Resultat | Tävlande       | Land       | Stad, datum                |
| ------------ | -------- | -------------- | ---------- | -------------------------- |
| Världsrekord | 3:32.33  | Yohann Diniz   | Frankrike  | Zürich, 15 augusti 2014    |
| Afrika       | 3:53.09  | Marc Mundell   | Sydafrika  | Dudince, 20 mars 2021      |
| Asien        | 3:36.06  | Yu Chaohong    | Kina       | Nanjing, 22 oktober 2005   |
| Europa       | 3:32.33  | Yohann Diniz   | Frankrike  | Zürich, 15 augusti 2014    |
| Nordamerika  | 3:41.09  | Erick Barrondo | Guatemala  | Dudince, 23 mars 2013      |
| Oceanien     | 3:35.47  | Nathan Deakes  | Australien | Geelong, 2 december 2006   |
| Sydamerika   | 3:42.57  | Andrés Chocho  | Ecuador    | Ciudad Juárez, 6 mars 2016 |

Mästerskapsrekord
| Tävling          | Resultat | Löpare        | Land       | Stad, datum             |
| ---------------- | -------- | ------------- | ---------- | ----------------------- |
| Olympiskt rekord | 3:36.53  | Jared Tallent | Australien | London, 11 augusti 2012 |
| VM-rekord        | 3:33.12  | Yohann Diniz  | Frankrike  | London, 13 augusti 2017 |
| EM-rekord        | 3:32.33  | Yohann Diniz  | Frankrike  | Zürich, 15 augusti 2014 |

### Rekord 50 km gång kvinnor
Sedan lag-VM 2016 får kvinnor tävla över 50 km gång.